# Лошнев
Лошнев (укр. Лошнів) — село в Теребовлянской городской общине Тернопольского района Тернопольской области Украины.

## Географическое положение
Село расположено на берегу реки Гнезна, в месте впадения в неё реки Борычевка.

## История
Во время Великой Отечественной войны селение было оккупировано немецкими войсками.
В 1988 году здесь было построено здание сельского клуба с залом на 400 мест.
Население по переписи 2001 года составляло 1419 человек.
До 2020 года входило в Теребовлянский район.